# Волос, Андрей Александрович
Андрей Александрович Волос (укр. Андрі́й Олекса́ндрович Во́лос; 13 декабря 1995, Луцк — 28 июня 2018, посёлок Пивденное, Донецкая область) — старший солдат Вооружённых сил Украины, участник вооружённого конфликта на востоке Украины. Герой Украины (2019).

## Биография
Родился в 1995 году в Луцке, был единственным ребёнком в семье. Образование получил в местной школе-интернате. После начала вооружённого конфликта на востоке Украины девять раз пытался попасть в качестве добровольца в зону боевых действий. В 2015 году поступил на военную службу по контракту. Служил в звании старшего солдата на должности стрелка-помощника гранатомётчика 1-го отделения 1-го взвода 3-й роты 1-го механизированного батальона 24-й отдельной механизированной бригады.
28 июня 2018 года в 8:30 утра противник открыл огонь из миномётов, АСГ и крупнокалиберных пулемётов по посёлку Пивденное, к северо-востоку от оккупированной Горловки. Командир роты Королевской бригады Олег Лотоцкий, подразделение которого защищало этот населённый пункт, быстро оценил ситуацию и организовал бой. Под прикрытием огня вплотную к городу подошла диверсионно-разведывательная группа боевиков. Резервная группа 24 бригады, под руководством младшего лейтенанта Валерия Шишаки вступила в бой, в ходе которого командир группы получил смертельное ранение пулей снайпера. Когда члены разведгруппы пытались эвакуировать раненого командира взвода, старший солдат Волос прикрыл собой командира роты и получил тяжёлое ранение, пуля снайпера прошла между пластинами бронежилета и попала в сердце. Умер от ранения по дороге в госпиталь.
После церемонии прощания в Луцке, был похоронен 1 июля на кладбище в селе Омельное, где живёт его мать.

## Награды и память
- Звание Герой Украины, с вручением ордена «Золотая Звезда» (27 июня 2019, посмертно) — «за личное мужество и героизм, проявленные в защите государственного суверенитета и территориальной целостности Украины, верность военной присяге»[7];
- 28 июня 2019 года в селе Омельное на фасаде школы открыли мемориальную доску погибшему земляку[8].